# Попо VI (Хенеберг)
Попо VI фон Хенеберг (на немски: Poppo VI von Henneberg, Burggraf von Würzburg; * ок. 1160; † 14 септември 1190/14 юни 14 юни 1191 в замък Маркаб, Сирия) от Дом Хенеберг е граф на Графство Хенеберг и бургграф на Вюрцбург (1182), катедрален фогт на Вюрцбург (1161 – 1168).

## Произход
Той е единственият син на граф Бертхолд I фон Хенеберг († 1159), бургграф на Вюрцбург (1156), и съпругата му Берта фон Путелендорф († 1190), дъщеря на ландграф Фридрих IV фон Путелендорф, пфалцграф на Саксония (1085 – 1125) и Агнес от Долна Лотарингия (* ок. 1095). Брат е на Ирмгард фон Хенеберг († 1197), омъжена ок. 1160 г. за Конрад Хоенщауфен, пфалцграф при Рейн († 1195), и на Лукардис († 1220), омъжена 1154 г. за граф Адалберт фон Зомершенбург, пфралцграф на Саксония († 1179).

## Фамилия
Попо VI се жени пр. 1182 г. за София фон Андекс–Истрия († 2 януари 1218), дъщеря на Бертолд II († 1188), граф на Андекс, маркграф на Истрия и Крайна, и първата му съпруга Хедвиг фон Вителсбах († 1174), дъщеря на пфалцграф Ото V фон Вителсбах. Те имат децата:
- Хайнрих II († 1208), рицар на Тевтонския орден
- Бертхолд II († 1212), граф на Хенеберг, бургграф на Вюрцбург (1195), женен I. за Кунигунда фон Абенсберг, II. на 24 април 1190 г. за Мехтхилд фон Есвелт († 1246)
- Попо VII († 1245), граф на Хенеберг, бургграф на Вюрцбург (1212 – 1240), женен I. 1217 г. за Елизабет фон Вилдберг († 1220), II. 1223 г. за Юта Клариция фон Тюрингия († 1235)
- Ото I (1177 – пр. 1245), граф на Хенеберг-Ботенлаубен (1206), кръстоносец, минизингер, женен 1208 г. за Беатриче де Куртене, господарка на Торон, де Кастро Ново и Кабор
- Конрад († сл. 1196), архидиакон (1189), домкустос (1195), във Вюрцбург (1196)
- Аделхайд († сл. 1189), омъжена пр. 1155 г. за херцог Хайнрих III фон Лимбург († 1221)
- Елизабет (1188 – сл. 1210), омъжена за граф Фридрих II (III) фон Байхлинген († 1218)
- Кунигунда († 1237), омъжена I. за Ото фон Плесе († 1208), II. 1210 г. за Хайнрих I фон Ринек († 1238/1240)
- Маргарета, омъжена за Хайнрих цу Щолберг